# Chaetodon trifasciatus
Chaetodon trifasciatus, conosciuto comunemente come pesce farfalla trifasciato, è una specie di pesce farfalla (famiglia dei Chaetodontidae). Si trova nell'Oceano Indiano dalla costa orientale dell'Africa fino alla Giava Occidentale. È una delle specie appartenenti ad un gruppo ristretto che include il pesce farfalla austriaco (C. austriacus) del Mar Rosso e del Golfo di Aden e il Pesce farfalla ovale (C. lunulatus), il quale si trova nell'Oceano Pacifico occidentale, dalle coste orientali delle isole Indonesiane all'Australia.

## Descrizione e caratteristiche
Il pesce farfalla ovale ed il pesce farfalla austriaco richiamano il C. trifasciatus per la loro colorazione. Il primo ha una chiazza posteriore meno estesa al di sotto della pinna dorsale e una pinna anale nera, mentre nel secondo sia la pinna caudale che quella anale sono di colore nero.
I pesci farfalla ovale, trifasciato ed austriaco e probabilmente anche l'insolito pesce farfalla arabo (C. melapterus) concorrono a creare il sottogenere Corallochaetodon, di cui il C. trifasciatus rappresenta la specie tipo. Sono probabilmente imparentati al sottogenere detto "Citharoedus" (il nome è un omonimo di un genere di molluschi) che contiene ad esempio il Pesce farfalla di Meyer (C. meyeri). Allo stesso modo di quel gruppo, potrebbero venire separati in Megaprotodon se il genere Chaetodon venisse diviso.

## Habitat e distribuzione
Il pesce farfalla trifasciato è diffuso nell'Oceano Indiano dall'Africa orientale alla Giava Occidentale, a profondità comprese tra i 2 e i 20 metri, in lagune ricche di coralli e barriere coralline semi-protette. Gli esemplari giovani sono schivi e si nascondono tra i coralli.

## Ecologia e comportamento
Crescendo fino ad un massimo di 15 cm in lunghezza, gli adulti, monogami, nuotano in coppie e potrebbero sviluppare comportamenti aggressivi nei confronti di altri Chaetodon. 
I pesci farfalla trifasciati si nutrono esclusivamente di polipi corallini, in particolare di Pocillopora. Sono ovipari.